# Długi Kąt (województwo warmińsko-mazurskie)
Długi Kąt (dawniej Dlügi Kundt, Dlugikont, Klarheim, Klarem) – osada w Polsce położona w województwie warmińsko-mazurskim, w powiecie piskim, w gminie Biała Piska. Wieś położona między Cwalinami a Mikutami. 
W latach 1975–1998 miejscowość administracyjnie należała do województwa suwalskiego.

## Historia
Według Ryszarda Pawlickiego (2008) w lesie między Długim Kątem a Kumielskiem znajduje się dawne miejsce kultu Galindów. Do 1945 r. stanowiło ono lokalną atrakcję turystyczną, określane nazwą Heidengericht, czyli „pogański sąd”. Miejsce to zostało odkryte w 1925 r. przez nauczyciela (z pobliskich Bogumił) o nazwisku Skok. Domniemane miejsce kultu to kamienny kręg o średnicy 20 m, pośrodku którego miał ponoć znajdować się ołtarz ofiarny w formie płaskiego głazu. W pobliżu tego miejsca znajduje się grób dziecka – syna jednego z właściciela dworu. Rzekome miejsce kultu jest najprawdopodobniej cmentarzyskiem, świadczącym o wczesnym osadnictwie w tej okolicy.
Dobra szlacheckie (wieś szlachecka), powstałe w ramach kolonizacji Wielkiej Puszczy. W nadaniu dla wsi Sokoły z 1561 r., potwierdzono podział Sokołów Górskich na dwa majątki po półtorej służby rycerskiej: Sokoły właściwe należały do Blumsteinów, natomiast Długi Kąt do Kneblów, zwanych wczesnej Hińcami (w 1541 zapisywane jako Hainza, później Heintze, Hintze). W 1556 r. wieś liczyła 15 łanów i była w posiadaniu szlachty. W 1579 wieś była w posiadani rodziny Kneblów. W 1601 r. już najprawdopodobniej dobra nie stanowiły własności szlacheckiej.